# زولبن
زولبن (به آلمانی: Zöblen) یک منطقهٔ مسکونی در اتریش است که در ناحیه رویت واقع شده‌است. زولبن ۸٫۸ کیلومتر مربع مساحت دارد ۱٬۰۸۷ متر بالاتر از سطح دریا واقع شده‌است.